# آر. برستون شو
آر. برستون شو (بالإنجليزية: R. Preston Chew) هو ضابط أمريكي، ولد في 9 أبريل 1843 في مقاطعة لودون في الولايات المتحدة، وتوفي في 16 مارس 1921 في تشارلز تاون في الولايات المتحدة.